# فالنتين ألسينا (بوينس آيرس)
فالنتين ألسينا (بالإسبانية: Valentín Alsina, Buenos Aires)‏ هي منطقة سكنية تقع في الأرجنتين في Lanús Partido.[بحاجة لمصدر] يقدر عدد سكانها بـ 41,155 نسمة وترتفع عن سطح البحر 7 متر.

## أعلام
- غوستافو أدريان لوبيز
- جورج كراسكوسا
- ريكاردو مونتانير
- أوسكار كاري